# Skattebrottslagen
Skattebrottslagen (1971:69), förkortat SBL, är en svensk lag som trädde i kraft den 1 januari 1972 och reglerar ansvar för olika skattebrott. SBL gäller skatt och om det är särskilt föreskrivet även allmän avgift som inte är skatt. Lagen reformerades kraftigt genom SFS 1996:658, vilket ändrade konstruktionen av brotten och ändrade även namnet på skattebedregäribrott till enbart skattebrott. Ytterligare en viktig ändring var att det inte längre krävdes att fel skatt faktiskt dragits, utan enbart att det förelegat en fara för att fel skatt skall betalas in - ett så kallat "farebrott". I många fall kan ett brott mot skattebrottslagen även vara ett brott mot smugglingslagen (lag om straff för smuggling), men i dessa fall skall enbart straff enligt den senare lagen utdömas.

## Brotten
Skattebrotten tas upp i 2 till 10 §§ i lagen. Brottsbalkens regler om medverkan tillämpas på brotten om de har fängelse i straffskalan medan man enbart kan straffas för förberedelse om det är förberedelse till grovt skattebrott. För försök, stämpling eller underlåtenhet att avslöja något av brotten i skattebrottslagen straffas man inte. För några av brotten går man straffri om brottet är att rubricera som ringa. För skattebrott tillämpas dessutom särskilda preskriptionsregler, där preskriptionstiden skärpts jämfört med de vanliga preskriptionsreglerna.

### Skattebrott och skatteförseelse
Enligt 2 § skattebrottslagen gör sig den som uppsåtligen
- på annat sätt än muntligen lämnar en oriktig uppgift till myndighet, eller
- underlåter att lämna deklaration, kontrolluppgift eller annat föreskriven uppgift till myndighet

...och därigenom ger upphov till fara för att skatt undandras det allmänna eller felaktigt tillgodoräknas eller återbetalas till honom själv eller annan, skyldig till skattebrott och straffas med fängelse i högst 2 år. Är ett förövat brott att anse som ringa, rubriceras det som skatteförseelse (böter), medan det rubriceras som grovt skattebrott om brottet är grovt (fängelse i lägst sex månader och högst sex år). För att ett brott skall räknas som grovt skall särskilt beaktas "om det rört mycket betydande belopp, om gärningsmannen använt falska handlingar eller vilseledande bokföring eller om förfarandet ingått som ett led i en brottslighet som utövats systematiskt eller i större omfattning eller i annat fall varit av synnerligen farlig art".
Detta innebär att man kan begå brottet genom att antingen genom att aktivt lämna en icke-muntlig uppgift eller genom att passivt underlåta en uppgift. Av paragrafen framgår även att brottet måste begås uppsåtligen, det vill säga att det inte enbart kan begås genom oaktsamhet. Detta innebär att alla delar av brottet måste vara täckta av uppsåt, för att det ska kunna utgöra skattebrott. Det framgår även av bestämmelsen att det förelegat en fara för att den angivna effekten skall inträda - något skada för staten behöver aldrig ha skett. Detta innebär att brottet fullbordas på ett tidigare plan än om det hade krävs en faktiskt skada. Det är även kriminaliserat att begå brottet till förmån för någon annan (se "... till honom själv eller annan.").
Till skattebrott finns en underställd straffbestämmelse, nämligen skatteredovisningsbrott i 7 § skattebrottslagen. Det krävs då att någon uppsåtligen lämnar oriktig uppgift till
- myndighet, om uppgiften rör förhållande som har betydelse för skyldigheten för honom eller annan att betala skatt, eller
- någon som är skyldig att för honom innehålla skatt eller lämna kontrolluppgift eller motsvarande underrättelse, om uppgiften rör förhållande som har betydelse för skyldighetens fullgörande eller för skyldigheten för honom eller annan att betala skatt.

Utöver detta straffas man om man uppsåtligen underlåtit att lämna en sådan uppgift.

### Vårdslösa brott
Till skillnad från skattebrott, grovt skattebrott och skatteförseelse finns ett brott för en oaktsam variant, vårdslös skatteuppgift. Det krävs då att man genom grov oaktsamhet, på annat sätt än muntligen, lämnat en oriktig uppgift  till myndighet och därigenom givit upphov till fara för att skatt undandras det allmänna eller felaktigt tillgodoräknas eller återbetalas till honom själv eller annan. Skillnaden mot skattebrottet är att detta brott begås genom grov oaktsamhet och att brottet inte kan begås genom underlåtenhet. Även skatteredovisningsbrottet har en oaktsamhetsvariant, kallat vårdslös skatteredovisning. För vårdslös skatteuppgift döms en gärningsman till böter eller fängelse i högst ett år, medan det för vårdslös skatteredovisning döms till böter eller fängelse i högst sex månader. För båda brotten gäller att ringa brott utesluter ansvar.

### Skatteavdragsbrott
Den som uppsåtligen eller av grov oaktsamhet gör skatteavdrag i strid med skatteförfarandelagen döms för skatteavdragsbrott till böter eller fängelse i högst ett år, vid ringa brott döms emellertid inte till ansvar.

### Försvårande av skattekontroll
Den som uppsåtligen eller av grov oaktsamhet åsidosätter bokföringsskyldighet eller annan skyldighet att föra eller bevara räkenskaper, och därigenom ger upphov till att myndighets kontrollverksamhet försvåras, döms till försvårande av skattekontroll till böter eller fängelse i högst två år. Vid ringa fall döms man inte till ansvar och vid grova brott döms till fängelse i lägst sex månader och högst fyra år.

## Ansvarsfrihet för brotten
I 12 § skattebrottslagen finns en regel som gör att man kan slippa påföljd från brott i denna lag, om man på eget initiativ gör att skatten återigen kan påföras, tillgodoräknas eller återbetalas med rätt belopp. Detta gäller alla brott i hela lagen förutom försvårande av skattekontroll, straffrihet ges istället om man på eget initiativ uppfyller den skyldighet som man åsidosatt.

## Fotnoter
1. ↑  1 § första stycket skattebrottslagen (1971:69)
2. ↑  1 § andra stycket skattebrottslagen (1971:69)
3. ↑  23 kap. 4 § första stycket brottsbalken (1962:700)
4. ↑  11 § skattebrottslagen (1971:69)
5. ↑  Se kravet om att det skall vara "särskilt stadgat" i 23 kap. 1 § första stycket och 6 § första stycket brottsbalken (1962:700)
6. ↑  Se till exempel 6 § andra stycket skattebrottslagen (1971:69)
7. ↑  Se de speciella preskriptionsreglerna i 14 och 14 b §§ skattebrottslagen (1971:69) och jämför med de allmänna reglerna i 35 kap. 1 § brottsbalken (1962:700)
8. ↑  2 § skattebrottslagen (1971:69)
9. ↑  3 § skattebrottslagen (1971:69)
10. ↑  4 § skattebrottslagen (1971:69)
11. ↑  Zila, Josef, Specialstraffrätten. En introduktion, sjätte upplagan, Norstedts Juridik AB, Visby, 2009, s. 78.
12. ↑  7 § skattebrottslagen (1971:69)
13. ↑  5 § skattebrottslagen (1971:69)
14. ↑  5 § andra stycket och 8 § andra stycket skattebrottslagen (1971:69)
15. ↑  6 § skattebrottslagen (1971:69)